# Karolina Rutkowska
Karolina Rutkowska, född 1766, död 1828, var en polsk skådespelare och operasångare, aktiv 1783-1821. 
Hon var dotter till en skådespelare vid namn Werterów. Hon var aktiv vid hovteatern i Nesvizh 1783 och framträdde året därpå vid nationalteatern i Warszawa. De följande åren turnerade hon i Lublin, Lwow och Dubno, och 1786-90 var hon engagerad vid teatern i Vilnius. Mellan 1790 och 1795 var hon engagerad vid nationalteatern, de följande fyra åren i Lwow, 1801-1807 i Vilnius, och sedan återigen på olika håll innan hon 1815 återvände permanent till Warszawa, där hon sedan var aktiv de sista sex åren av sin karriär. Hon gifte sig 1786 med sin kollega Andrzeja Rutkowski. 
Hon var en populär skådespelare som främst spelade subrettroller i komedier, men hon utförde också ibland roller inom opera.